# 堀野正雄
堀野 正雄（ほりの まさお、1907年1月22日 - 1998年12月24日）は、日本の写真家である。新興写真の主要な担い手の一人。

## 人物・来歴
1907年 (明治40年) 1月22日、東京市京橋区木挽町（現・東京都中央区銀座）生まれ。父・寛次郎、母・千代の四男三女の三男として生まれた。父親は仁和印刷株式会社と質店を合わせて経営しており、堀野の回想によれば非常に新しもの好きだったという。父親が、当時としてはかなり高価なカメラを持っていてアマチュア写真家として熱心に撮影しており、その影響を受けた。
1919年 (大正8年) 築地尋常小学校を卒業、同年芝中学校に入学、この頃から写真に興味を持ち始める。
1923年 (大正12年)、東京・赤坂の演技座で上演された高田雅夫舞踊団の新帰朝第1回舞踊公演を、舞台上の照明のみで、上演の様子をそのまま撮影することに成功、それを高田に見せたところ写真のできを賞賛された縁で、同舞踊団の撮影を続けることになった。1924年 (大正13年) に東京高等工業学校（現東京工業大学）応用化学科へ入学、1927年 (昭和2年) 同科を卒業した。
入学した年に同校の先輩だった和田精と知り合ったことは、堀野が写真家として活動する出発点になった。和田は築地小劇場の舞台効果を担当しており、その紹介で堀野は同劇場に出入りすることを許され、学生ながら舞台の撮影ができるようになった。また、同劇場を通して、小山内薫・村山知義・東山千栄子・花柳はるみ・友田恭助・汐見洋らと知遇を得たことも大きかった。1927年に卒業すると同時に、小山内から推薦文を貰い、フォトタイムス社の後援で丸ビル丸菱呉服店ギャラリーで初の個展を開催、築地小劇の写真を中心にした自作103点を展示した。小山内は他にも、この個展の紹介文を『フォトタイムス』誌にも寄せており、色々と堀野を後援している。
卒業の翌年の1928年 (昭和3年) に、松竹キネマに入社、蒲田撮影所の普通写真部に所属した。松竹では広報用のスチル写真を撮影していたようである。松竹時代に特に重要だったのは、俳優の山内光 (本名・岡田桑三) と知り合ったことである。両者の共通の知り合いだった村山知義が上落合に所有していた洋風バラック造りのアトリエを借りて山内と同居し、周辺に住んでいた文化人と交わりながら堀野は写真家として歩み始めた。
1929年 (昭和4年) 2月には「国際光画協会」の設立に参加 (村山知義・中戸川秀一・浅野孟府・萩島安二・勝野康雄らが参加)、翌1930年 (昭和5年) からは新興写真研究会の重要なメンバーの1人としても活発に活動した。
1932年 (昭和7年) は堀野にとって写真家としての分水嶺だったという。1つにはそれまで使っていたアンゴー (クラップ式の大型のハンド・カメラ) をやめ、ライカを使うようになったことが挙げられる。このことは堀野の作風に変化をもたらした。また、同年4月からは板垣鷹穂の指導を受けながら、機械的建造物の撮影を集中的に行うようになった。1930年前後、板垣による「機械芸術論」は日本国内で一世を風靡していて、その新しい芸術論に堀野は興味を覚えたらしい。堀野は、写真家のアーティスト性を否定し、冷徹なアルチザンとしての価値を積極的に評価した人間だったので、自分でプリントした写真だけでなく大量複製されて流通する際の印刷技術の質にもこだわった。
この年に刊行した写真集『カメラ・眼×鉄・構成』（木星社書院・刊）は、板垣鷹穂との実質的な共同作品ともいうべきものだが、実は堀野自身は機械的建造物自体には興味がなく、写真表現の1つの実験としてテーマが選ばれている。現在では日本の近代的写真表現を代表する名作と評されており、機械美を追求・表現した作品集として、ジェルメーヌ・クルルの写真集『メタル』（1927年）と比肩するような、画期的な成果である。これは、戦前の日本で刊行された写真集全体を見ても、代表的な写真集と評価できる。これとは別に、「大東京の性格」（堀野正雄撮影・板垣鷹穂構成・中央公論1931年11月号）や「首都貫流―隅田川アルバム」（堀野正雄撮影・村山知義構成・犯罪科学〈武侠社〉1931年12月号）といった、グラフ・モンタージュ作品を発表している。戦前に、これだけまとまって質の高いドキュメンタリー写真を1人で残しているのは、堀野をおいてほかにはない。
1932年 (昭和7年) からは『婦人画報』でも仕事をするようになり、堀野は次第に報道写真家としての活動が活発になっていくのだが、1930年代、特にその後半の堀野の報道写真家としての活動の詳細は未だ詳しくはわかっていない。一方、1930年代後半にはアマチュア写真家を対象にした写真術の解説書も多く執筆している。
1940年 (昭和15年)、堀野は陸軍報道部嘱託として上海に赴任する。この時期の活動の詳細も依然として不明だが、プレス・ユニオン (名取洋之助が関係していた海外向けの配信組織) を通じて、撮影した写真が配信されていたようである。ただ、堀野の回想ではデスクワーク中心だったという。
1945年 (昭和20年) 8月、堀野は上海で終戦を迎えた。この時に、堀野は所有していたネガフィルム数万点を焼却、ライカも手放す。しかし、『改造画報』(国民政府が企画したグラフ雑誌) の専属カメラマンとしてしばらく留用されたため、帰国は少し遅れた。『改造画報』は発売直前に発禁処分となり、1946年 (昭和21年) に国外追放されて帰朝した。堀野は帰国後、日本で再び報道写真家として活動できることを期待していたが、結局その期待は実現されなかった。理由は不明である。
帰国後しばらくは、妻が銀座に開いていた写真現像店の手伝いをしていたが、1949年 (昭和24年) にストロボ・メーカー（株）ミニカム研究所（現在のミニテクノ）を設立した。写真家としては1948年 (昭和23年) に出版した『吾等の写真術』(六和商事出版部) が最後の仕事で、以後はミニカム研究所の経営に専念した。堀野の写真家としての仕事は次第に忘れられていき、写真家堀野がミニカム研究所の経営者と同一人物だということも知られることはなかった。堀野の業績が、飯沢耕太郎や金子隆一によって再発見されるのは1980年代になってからのことである。
1998年 (平成10年) 12月24日、心不全で死去。
堀野の業績に関して、1995年 (平成7年) の写真展「日本近代写真の成立と展開」で6点、1999年 (平成11年) の「新興の烽火 築地小劇場とその時代―舞台・芸術・写真―」(名古屋市美術館) に2点、2003年 (平成15年) の「ダンス! 20世紀初頭の美術と舞踊」(栃木県立美術館)、「The History of Japanese Photography」(ヒューストン美術館) にそれぞれ4点、3点だけ出品されるということはあったにせよ、まとまった形の展覧会・個展はなされていなかったが、2012年 (平成24年) 3月6日～5月6日に東京都写真美術館で「幻のモダニスト　写真家 堀野正雄の世界」が開催された。
アマチュア写真家や、あるいはアマチュア精神を持った写真家が多く占めていた戦前の日本写真界において、名取洋之助と並んで、数少ないプロ意識を持った最初期の写真家であった（写真を単なる「芸術」とはとらえていない）ということがいえる。

## 関連図書
- 都市の視線　日本の写真1920-30年代／飯沢耕太郎／創元社／1989年
- 満蒙開拓団の回想　その周辺50年前の軌跡／堀野正雄／堀野洋子記念親洋会事務局／1993年
- 「モダン東京狂詩曲（ラプソディ）展」図録／東京都写真美術館／1993年